# Osbornellus clarus
Osbornellus clarus är en insektsart som beskrevs av Beamer 1937. Osbornellus clarus ingår i släktet Osbornellus och familjen dvärgstritar. Inga underarter finns listade i Catalogue of Life.